# Elezioni comunali in Abruzzo del 2008
Le elezioni comunali in Abruzzo del 2008 si sono svolte il 13 e 14 aprile (con ballottaggio il 27 e 28 aprile).

## Riepilogo sindaci eletti
Coalizione di centro-sinistra
     Coalizione di centro-destra
     Commissario prefettizio
| Provincia | Comune              | Popolazione legale (censimento 2001) | Sindaco uscente | Sindaco uscente          | Sindaco eletto | Sindaco eletto             | Primo turno | Primo turno | Secondo turno | Secondo turno | Seggi   |
| Provincia | Comune              | Popolazione legale (censimento 2001) | Sindaco uscente | Sindaco uscente          | Sindaco eletto | Sindaco eletto             | Voti        | %           | Voti          | %             | Seggi   |
| --------- | ------------------- | ------------------------------------ | --------------- | ------------------------ | -------------- | -------------------------- | ----------- | ----------- | ------------- | ------------- | ------- |
| Chieti    | Francavilla al Mare | 22 883                               |                 | Roberto Angelucci (Ind.) |                | Nicolino Di Quinzio (Ind.) | 4 911       | 29,26       | 7 217         | 53,36         | 12 / 20 |
| L'Aquila  | Sulmona             | 25 304                               |                 | Luciana Crisi            |                | Fabio Federico (PdL)       | 7 175       | 42,18       | 8 220         | 57,85         | 12 / 20 |
| Pescara   | Pescara             | 116 286                              |                 | Luciano D'Alfonso (DL)   |                | Luciano D'Alfonso (PD)     | 41 205      | 50,36       | —             | —             | 24 / 40 |

## Provincia di Chieti

### Francavilla al Mare
| Candidati                       | Candidati                      | II turno             | II turno        | I turno | I turno | Liste                    | Voti   | %     | Seggi |
| Candidati                       | Candidati                      | Voti                 | %               | Voti    | %       | Liste                    | Voti   | %     | Seggi |
| ------------------------------- | ------------------------------ | -------------------- | --------------- | ------- | ------- | ------------------------ | ------ | ----- | ----- |
|                                 | Nicolino Di Quinzio ✔️ Sindaco | 7 217                | 53,36           | 4 911   | 29,26   | Partito Democratico      | 3 432  | 21,69 | 6     |
| Italia dei Valori               | Nicolino Di Quinzio ✔️ Sindaco | 7 217                | 53,36           | 4 911   | 29,26   | 912                      | 5,76   | 1     |       |
| Francavilla dei Valori          | Nicolino Di Quinzio ✔️ Sindaco | 7 217                | 53,36           | 4 911   | 29,26   | 183                      | 1,16   | –     |       |
| Totale liste                    | Nicolino Di Quinzio ✔️ Sindaco | 7 217                | 53,36           | 4 911   | 29,26   | 4 527                    | 28,62  | 7     |       |
|                                 | Giuseppe Pellegrino            | 6 309                | 46,64           | 6 980   | 41,59   | Il Popolo della Libertà  | 2 856  | 18,05 | 3     |
| Forza Francavilla               | Giuseppe Pellegrino            | 6 309                | 46,64           | 6 980   | 41,59   | 1 219                    | 7,71   | 1     |       |
| Francavilla per le Libertà      | Giuseppe Pellegrino            | 6 309                | 46,64           | 6 980   | 41,59   | 1 043                    | 6,59   | 1     |       |
| Le Ali per Francavilla          | Giuseppe Pellegrino            | 6 309                | 46,64           | 6 980   | 41,59   | 957                      | 6,05   | 1     |       |
| Popolari per Francavilla        | Giuseppe Pellegrino            | 6 309                | 46,64           | 6 980   | 41,59   | 715                      | 4,52   | 1     |       |
| La Destra - Fiamma Tricolore    | Giuseppe Pellegrino            | 6 309                | 46,64           | 6 980   | 41,59   | 428                      | 2,71   | –     |       |
| Seggio di coalizione            | Seggio di coalizione           | Seggio di coalizione | 46,64           | 6 980   | 41,59   | 1                        |        |       |       |
| Totale liste                    | Giuseppe Pellegrino            | 6 309                | 46,64           | 6 980   | 41,59   | 7 218                    | 45,63  | 7     |       |
|                                 | Carlo De Felice                | Carlo De Felice      | Carlo De Felice | 4 294   | 25,58   | Unione di Centro (A)     | 1 622  | 10,25 | 3     |
| Lista De Felice (B)             | Carlo De Felice                | Carlo De Felice      | Carlo De Felice | 4 294   | 25,58   | 1 007                    | 6,37   | 1     |       |
| Partito Socialista Italiano (C) | Carlo De Felice                | Carlo De Felice      | Carlo De Felice | 4 294   | 25,58   | 501                      | 3,17   | –     |       |
| Città Futura (D)                | Carlo De Felice                | Carlo De Felice      | Carlo De Felice | 4 294   | 25,58   | 379                      | 2,40   | –     |       |
| Movimento Giovani (E)           | Carlo De Felice                | Carlo De Felice      | Carlo De Felice | 4 294   | 25,58   | 138                      | 0,87   | –     |       |
| Seggio di coalizione            | Seggio di coalizione           | Seggio di coalizione | Carlo De Felice | 4 294   | 25,58   | 1                        |        |       |       |
| Totale liste                    | Carlo De Felice                | Carlo De Felice      | Carlo De Felice | 4 294   | 25,58   | 3 647                    | 23,05  | 4     |       |
|                                 | Moreno Bernini                 | Moreno Bernini       | Moreno Bernini  | 599     | 3,57    | La Sinistra l'Arcobaleno | 428    | 2,71  | –     |
| Totale                          | Totale                         | 13 526               | 100             | 16 784  | 100     |                          | 15 820 | 100   | 20    |
|                                 |                                |                      |                 |         |         |                          |        |       |       |
| Schede bianche                  | Schede bianche                 | 85                   | 0,62            | 178     | 1,03    |                          |        |       |       |
| Schede nulle                    | Schede nulle                   | 128                  | 0,93            | 330     | 1,91    |                          |        |       |       |
| Votanti                         | Votanti                        | 13 739               | 63,98           | 17 292  | 80,52   |                          |        |       |       |
| Elettori                        | Elettori                       | 21 475               |                 | 21 475  |         |                          |        |       |       |
|                                 |                                |                      |                 |         |         |                          |        |       |       |
| Fonte: Ministero dell'interno   |                                |                      |                 |         |         |                          |        |       |       |

- Le liste contrassegnate con le lettere A, B, C, D ed E sono apparentate al secondo turno con il candidato sindaco Nicolino Di Quinzio.

## Provincia dell'Aquila

### Sulmona
| Candidati                     | Candidati                 | II turno             | II turno         | I turno | I turno | Liste                            | Voti   | %     | Seggi |
| Candidati                     | Candidati                 | Voti                 | %                | Voti    | %       | Liste                            | Voti   | %     | Seggi |
| ----------------------------- | ------------------------- | -------------------- | ---------------- | ------- | ------- | -------------------------------- | ------ | ----- | ----- |
|                               | Fabio Federico ✔️ Sindaco | 8 220                | 57,85            | 7 175   | 42,18   | Il Popolo della Libertà          | 5 391  | 32,67 | 10    |
| Alleanza per Sulmona          | Fabio Federico ✔️ Sindaco | 8 220                | 57,85            | 7 175   | 42,18   | 1 088                            | 6,59   | 2     |       |
| L'Alternativa è Donna         | Fabio Federico ✔️ Sindaco | 8 220                | 57,85            | 7 175   | 42,18   | 281                              | 1,70   | –     |       |
| Totale liste                  | Fabio Federico ✔️ Sindaco | 8 220                | 57,85            | 7 175   | 42,18   | 6 760                            | 40,97  | 12    |       |
|                               | Michele Lombardo          | 5 988                | 42,15            | 6 091   | 35,80   | Partito Democratico              | 3 833  | 23,23 | 4     |
| Partito Socialista Italiano   | Michele Lombardo          | 5 988                | 42,15            | 6 091   | 35,80   | 1 408                            | 8,53   | 1     |       |
| Insieme per Lombardo Sindaco  | Michele Lombardo          | 5 988                | 42,15            | 6 091   | 35,80   | 1 109                            | 6,72   | 1     |       |
| Seggio di coalizione          | Seggio di coalizione      | Seggio di coalizione | 42,15            | 6 091   | 35,80   | 1                                |        |       |       |
| Totale liste                  | Michele Lombardo          | 5 988                | 42,15            | 6 091   | 35,80   | 6 350                            | 38,48  | 6     |       |
|                               | Giuseppe Schiavo          | Giuseppe Schiavo     | Giuseppe Schiavo | 1 213   | 7,13    | Unione di Centro                 | 1 401  | 8,49  | –     |
| Seggio di coalizione          | Seggio di coalizione      | Seggio di coalizione | Giuseppe Schiavo | 1 213   | 7,13    | 1                                |        |       |       |
|                               | Silverio Gatta            | Silverio Gatta       | Silverio Gatta   | 1 055   | 6,20    | La Sinistra l'Arcobaleno (A)     | 866    | 5,25  | –     |
|                               | Marco Sabatini            | Marco Sabatini       | Marco Sabatini   | 1 035   | 6,08    | Un'Altra Sulmona è Possibile     | 376    | 2,28  | –     |
| Italia dei Valori (B)         | Marco Sabatini            | Marco Sabatini       | Marco Sabatini   | 1 035   | 6,08    | 291                              | 1,76   | –     |       |
| Totale liste                  | Marco Sabatini            | Marco Sabatini       | Marco Sabatini   | 1 035   | 6,08    | 667                              | 4,04   | –     |       |
|                               | Marco Sabatini            | Marco Sabatini       | Marco Sabatini   | 443     | 2,60    | La Destra - Fiamma Tricolore (C) | 457    | 2,77  | –     |
| Totale                        | Totale                    | 14 208               | 100              | 17 012  | 100     |                                  | 16 501 | 100   | 20    |
|                               |                           |                      |                  |         |         |                                  |        |       |       |
| Schede bianche                | Schede bianche            | 86                   | 0,59             | 195     | 1,11    |                                  |        |       |       |
| Schede nulle                  | Schede nulle              | 187                  | 1,29             | 420     | 2,38    |                                  |        |       |       |
| Votanti                       | Votanti                   | 14 481               | 63,44            | 17 627  | 77,23   |                                  |        |       |       |
| Elettori                      | Elettori                  | 22 825               |                  | 22 825  |         |                                  |        |       |       |
|                               |                           |                      |                  |         |         |                                  |        |       |       |
| Fonte: Ministero dell'interno |                           |                      |                  |         |         |                                  |        |       |       |

- Le liste contrassegnate con le lettere A e B sono apparentate al secondo turno con il candidato sindaco Michele Lombardo.
- La lista contrassegnata con la lettera C è apparentata al secondo turno con il candidato sindaco Fabio Federico.

## Provincia di Pescara

### Pescara
|                               | Luciano D'Alfonso ✔️ Sindaco | 41 205               | 50,36 | Partito Democratico                                     | 25 134 | 33,79 | 18 |  |  |
| Italia dei Valori             | Luciano D'Alfonso ✔️ Sindaco | 41 205               | 50,36 | 4 218                                                   | 5,67   | 3     |    |  |  |
| Pescara Città Ponte           | Luciano D'Alfonso ✔️ Sindaco | 41 205               | 50,36 | 4 107                                                   | 5,52   | 2     |    |  |  |
| Partito Socialista Italiano   | Luciano D'Alfonso ✔️ Sindaco | 41 205               | 50,36 | 2 131                                                   | 2,87   | 1     |    |  |  |
| Insieme per Pescara           | Luciano D'Alfonso ✔️ Sindaco | 41 205               | 50,36 | 1 017                                                   | 1,37   | –     |    |  |  |
| Totale liste                  | Luciano D'Alfonso ✔️ Sindaco | 41 205               | 50,36 | 36 607                                                  | 49,22  | 24    |    |  |  |
|                               | Luigi Albore Mascia          | 21 620               | 26,42 | Il Popolo della Libertà                                 | 18 343 | 24,66 | 9  |  |  |
| Alleanza e Forza per Pescara  | Luigi Albore Mascia          | 21 620               | 26,42 | 1 432                                                   | 1,93   | –     |    |  |  |
| Seggio di coalizione          | Seggio di coalizione         | Seggio di coalizione | 26,42 | 1                                                       |        |       |    |  |  |
| Totale liste                  | Luigi Albore Mascia          | 21 620               | 26,42 | 19 775                                                  | 26,59  | 9     |    |  |  |
|                               | Carlo Masci                  | 7 444                | 9,10  | Unione di Centro                                        | 5 124  | 6,89  | 2  |  |  |
| Pescara Futura                | Carlo Masci                  | 7 444                | 9,10  | 970                                                     | 1,30   | –     |    |  |  |
| Seggio di coalizione          | Seggio di coalizione         | Seggio di coalizione | 9,10  | 1                                                       |        |       |    |  |  |
| Totale liste                  | Carlo Masci                  | 7 444                | 9,10  | 6 094                                                   | 8,19   | 2     |    |  |  |
|                               | Gianni Teodoro               | 4 628                | 5,66  | Lista Teodoro per Pescara                               | 3 813  | 5,13  | 1  |  |  |
| Via Nuova                     | Gianni Teodoro               | 4 628                | 5,66  | 1 061                                                   | 1,43   | –     |    |  |  |
| Civiltà Diritti e Valori      | Gianni Teodoro               | 4 628                | 5,66  | 205                                                     | 0,28   | –     |    |  |  |
| Seggio di coalizione          | Seggio di coalizione         | Seggio di coalizione | 5,66  | 1                                                       |        |       |    |  |  |
| Totale liste                  | Gianni Teodoro               | 4 628                | 5,66  | 5 079                                                   | 6,83   | 1     |    |  |  |
|                               | Silvestro Profico            | 2 504                | 3,06  | La Sinistra l'Arcobaleno                                | 3 006  | 4,04  | –  |  |  |
| Seggio di coalizione          | Seggio di coalizione         | Seggio di coalizione | 3,06  | 1                                                       |        |       |    |  |  |
|                               | Stefano Murgo                | 1 670                | 2,04  | Lista Civica Pescara in Comune by Amici di Beppe Grillo | 1 290  | 1,73  | –  |  |  |
|                               | Licio Di Biase               | 1 186                | 1,45  | Cattolici e Democratici per Pescara                     | 1 106  | 1,49  | –  |  |  |
|                               | Benigno D'Orazio             | 658                  | 0,80  | La Destra - Fiamma Tricolore                            | 625    | 0,84  | –  |  |  |
|                               | Massimo Pietrangeli          | 435                  | 0,53  | Democrazia Cristiana                                    | 369    | 0,50  | –  |  |  |
|                               | Silvano Console              | 297                  | 0,36  | Cultura & Solitarietà                                   | 260    | 0,35  | –  |  |  |
|                               | Lorenzo Valloreja            | 178                  | 0,22  | Semper Fidelis Luci - Innovazione per Pescara           | 162    | 0,22  | –  |  |  |
| Totale                        | Totale                       | 81 825               | 100   |                                                         | 74 373 | 100   | 40 |  |  |
|                               |                              |                      |       |                                                         |        |       |    |  |  |
| Schede bianche                | Schede bianche               | 1 086                | 1,28  |                                                         |        |       |    |  |  |
| Schede nulle                  | Schede nulle                 | 1 939                | 2,29  |                                                         |        |       |    |  |  |
| Votanti                       | Votanti                      | 84 850               | 80,48 |                                                         |        |       |    |  |  |
| Elettori                      | Elettori                     | 105 429              |       |                                                         |        |       |    |  |  |
|                               |                              |                      |       |                                                         |        |       |    |  |  |
| Fonte: Ministero dell'interno |                              |                      |       |                                                         |        |       |    |  |  |